# Славоцин
Славоцин (пол. Sławocin, нім. Schlabrendorf) — село в Польщі, у гміні Кольсько Новосольського повіту Любуського воєводства.
Населення — 119 осіб (2011).
У 1975-1998 роках село належало до Зеленогурського воєводства.

## Демографія
Демографічна структура станом на 31 березня 2011 року:
|          | Загалом | Допрацездатний вік | Працездатний вік | Постпрацездатний вік |
| -------- | ------- | ------------------ | ---------------- | -------------------- |
| Чоловіки | 61      | 14                 | 43               | 4                    |
| Жінки    | 58      | 9                  | 35               | 14                   |
| Разом    | 119     | 23                 | 78               | 18                   |